# 황쥔저
황쥔저(중국어 정체자: 黃俊哲, 병음: Huáng Jùnzhé, 1978년 4월 
27일 ~)는 타이완의 정치인이다. 2010년 신베이시의원으로 당선된다.